# Abu Dhabi WTA
L'Abu Dhabi WTA (conosciuto anche come Mubadala Abu Dhabi Open per motivi di sponsorizzazione) è un torneo professionistico di tennis che si gioca all'aperto sul cemento dello Zayed Sports City International Tennis Centre di Abu Dhabi negli Emirati Arabi Uniti. Facente parte della categoria WTA 500, è stato disputato per la prima volta nel 2021 e nuovamente nel 2023 a causa della sospensione del St. Petersburg Ladies Trophy dovuta all'invasione russa dell'Ucraina del 2022.

## Albo d'oro

### Singolare
| Anno | Categoria     | Campionessa        | Finalista            | Punteggio        |
| ---- | ------------- | ------------------ | -------------------- | ---------------- |
| 2021 | WTA 500       | Aryna Sabalenka    | Veronika Kudermetova | 6–2, 6–2         |
| 2022 | Non disputato | Non disputato      | Non disputato        | Non disputato    |
| 2023 | WTA 500       | Belinda Bencic (1) | Ljudmila Samsonova   | 1–6, 7–6(8), 6–4 |
| 2024 | WTA 500       | Elena Rybakina     | Dar'ja Kasatkina     | 6–1, 6–4         |
| 2025 | WTA 500       | Belinda Bencic (2) | Ashlyn Krueger       | 4-6, 6-1, 6-1    |

### Doppio
| Anno | Categoria     | Campionesse                       | Finaliste                       | Punteggio        |
| ---- | ------------- | --------------------------------- | ------------------------------- | ---------------- |
| 2021 | WTA 500       | Shūko Aoyama Ena Shibahara        | Hayley Carter Luisa Stefani     | 7–6(5), 6–4      |
| 2022 | Non disputato | Non disputato                     | Non disputato                   | Non disputato    |
| 2023 | WTA 500       | Luisa Stefani Zhang Shuai         | Shūko Aoyama Chan Hao-ching     | 3–6, 6–2, [10–8] |
| 2024 | WTA 500       | Sofia Kenin Bethanie Mattek-Sands | Linda Nosková Heather Watson    | 6–4, 7–6(4)      |
| 2025 | WTA 500       | Jeļena Ostapenko Ellen Perez      | Kristina Mladenovic Zhang Shuai | 6-2, 6-1         |